# Пушистые погоныши
Пушистые погоныши (лат. Sarothrura) — род журавлеобразных птиц из семейства Sarothruridae. Насчитывает 9 видов, из них 7 видов распространены в Африке южнее Сахары, а два вида — на Мадагаскаре.

## Описание

### Внешний вид
Птицы достигают длины тела от 14 до 17 см при весе от 25 до 58 грамм. Их тело компактное, хвост короткий. За исключением зеркального пушистого погоныша (Sarothrura ayresi), птицы демонстрируют явный половой диморфизм в окраске оперения. Самцы имеют преимущественно чёрное или тёмно-коричневое оперение с рисунком из белых полос или точек, характерных для каждого вида, и голову каштанового цвета. Самки в основном коричневатые (за исключением Sarothrura ayresi). Хвост чёрного или каштанового цвета. Яйца белые. Все птенцы имеют чёрное пуховое оперение.
Линька пушистых погонышей происходит не одновременно, а попеременно; птицы никогда не теряют способность к полёту. Немецкий орнитолог Эрвин Штреземан в 1966 году пришёл к таким выводам для оперения жемчужного пушистого погоныша (S. pulchra) и мадагаскарского пушистого погоныша (S. insularis). Южноафриканский орнитолог Ричард Кендалл Брук в 1957 году исследовал самца красногрудого пушистого погоныша (S. rufa), у которого два внешних первостепенных маховых пера были старыми, третье — в процессе роста, а остальные — обновлёнными. Стюарт Кит (Stuart Keith), Константин Уолтер Бенсон (Constantine Walter Benson) и Майкл Стюарт Ирвин (Michael P. Stuart Irwin) в работе 1970 года дополнительно исследовали линьку жемчужного, красногрудого и пёстрого (S. elegans) пушистых погонышей. Учёным не удалось обнаружить экземпляра зеркального пушистого погоныша, по которому можно было бы предположить его стратегию линьки. Этот вид первоначально был отнесён к белокрылым погонышам (Coturnicops), представители которого сбрасывают первостепенные маховые перья одновременно.
У пушистых погонышей радужка глаза всегда коричневая, цвет клюва и лап у африканских видов в основном коричневый или серый. Лишь у красногрудого пушистого погоныша голубой клюв с тёмной верхней частью. Южноафриканский орнитолог Томас Айрес описал лапы самки зеркального пушистого погоныша как «dusky pink», однако в других исследованиях они названными тёмно-коричневыми, или «purple flesh». Почти ничего неизвестно о птицах с острова Мадагаскар, цвет мягких тканей у музейных экземпляров описан очень редко. Лишь у одной самки мадагаскарского пушистого погоныша в описании указано чёрное надклювье, синевато-серые подклювье и лапы.

### Вокализация
В силу скрытной образа жизни пушистых погонышей учёные особое внимание уделяют вокализации птиц. Их местные названия часто построены на основе звукоподражания: красногрудый и африканский (S. boehmi) пушистые погоныши в Малави носят название nduindui, красногрудый пушистый погоныш в Анголе — xitinguetingue. Канадский орнитолог Остин Лумер Рэнд привёл несколько имён для мадагаскарского пушистого погоныша. В 1960-е годы, после изобретения записывающего устройства, исследователям удалось записать на плёнку вокализацию шести из девяти видов пушистых погонышей. Для этих записей они имитировали голоса птиц, и записывали ответ, после чего воспроизводили этот ответ, который побуждал птицу активно отвечать, думая, что на территории появился соперник. Исследователи продолжали до тех пор, пока не считали, что им удалось записать весь репертуар. Идентификация птиц в основном производилась на основании экземпляров, ранее пойманных в этой местности, но некоторых птиц удавалось отметить на поле (они появлялись, отвечая на воспроизводимые позывки).
У красногрудого и каштановоголового (S. lugens) пушистых погонышей учёные неоднократно наблюдали совместное пение. При этом птицы не пели дуэтом; одна песня обычно была выше и немного быстрее другой. Если предположить, что у пушистых погонышей поют как самцы, так и самки, то становится затруднительным сделать анализ численности видов на основе зафиксированной вокализации.
В ответ на воспроизведение записи некоторые особи оказались способны петь на протяжении получаса. Описывая пёстрого пушистого погоныша, Эстли Маберли (Astley Maberly) в 1935 году сказал, что «они часами остаются без движения на одном месте и поют с довольно регулярными интервалами» (англ. they will remain motionless in one spot for hours at a time, calling at fairly regular intervals). Учёные также обнаружили, что все пушистые погоныши могут петь в любое дневное время, в то время как ночное пение характерно только для пёстрого пушистого погоныша. На активизацию пения также влияет дождь.

## Распространение
Среди девяти представителей рода пушистые погоныши, семь обитают в Африке южнее Сахары и два на острове Мадагаскар.
В то время как жемчужный и пёстрый пушистые погоныши предпочитают леса и кустарники, остальные представители рода населяют болота и поля. Пёстрый пушистый погоныш может встречаться в довольно сухих местах, в то время как пушистый селится преимущественно около воды. Африканский и зеркальный пушистый погоныши во время сезона размножения селятся на залитых водой лугах, при этом их ареалы не пересекаются. Известно, что на Ngitwa на северо-востоке Замбии красногрудый, каштановоголовый и африканский пушистые погоныши встречаются на одной территории, особые отличия среды обитания красногрудого и каштановоголового пушистых погонышей обнаружить не удалось. Относительно сухие поля населяет каштановохвостый пушистый погоныш (S. affinis), который на большей части своего ареала предпочитает гористую местность (исключения составляет самый юг ареала). Сухие поля предпочитает и мадагаскарский пушистый погоныш. Второй мадагаскарский вид — лемурийский погоныш (S. watersi), — по-видимому, селится в более влажных районах.
Предположительно, на юге континента африканский пушистый погоныш является перелётной птицей. Его отмечают только в сезон дождей, а в остальное время подходящие для обитания участки могут полностью пересыхать и выгорать на солнце. Ближайшие родственники африканского — красногрудый и каштановоголовый пушистые погоныши — ведут оседлый образ жизни на всём своём ареале. Возможно, миграцию осуществляет зеркальный пушистый погоныш в Эфиопии, а также пёстрый пушистый погоныш, хотя они вряд ли перемещаются на большие расстояния. S. elegans видели на островах Биоко, Занзибар и Пемба. На двух последних также отмечали красногрудого пушистого погоныша, в то время как остальные виды, кроме мадагаскарских, не были замечены на островах.
Потревоженные птицы обычно резко взлетают, а через короткое расстояние снова падают к земле, никогда не проявляясь после этого. Несмотря на их скрытный характер, в середине XX века птиц часто ловили дети и потребляли в пищу.

## Питание
О рационе пушистых погонышей известно немного; содержимое желудков крайне редко удостаивалось описания. Известно, что в них отмечали мелкие семена, фрагменты насекомых, небольшие улитки и камни.

## Размножение
У живущих около экватора птиц кладка яиц не прекращается, в то время как к югу Африки основной период размножения приходится на сезон дождей с ноября по апрель. Мадагаскарский пушистый погоныш, по-видимому, откладывают яйца до наступления сезона дождей. Аналогично, кладки пёстрого пушистого погоныша на юге Мозамбика отмечали с 6 сентября.
Чтобы прикрыть хороша заметные яйца, пушистые погоныши сильно маскируют свои гнёзда.

## Систематика
В 1970 году Кит, Бенсон, Ирвин разделили пушистых погонышей на четыре группы: «pulchra» включает базальных жемчужного (Sarothrura pulchra) и пёстрого (Sarothrura elegans) пушистых погонышей, «ayresi» — зеркального пушистого погоныша (Sarothrura ayresi) и лемурийского погоныша (Sarothrura watersi), «affinis» — каштановохвостого (Sarothrura affinis) и мадагаскарского (Sarothrura insularis) пушистых погонышей, «rufa» — красногрудого (Sarothrura rufa), африканского (Sarothrura boehmi) и каштановоголового (Sarothrura lugens) пушистых погонышей. В своей работе по классификации пастушковых (Rallidae), опубликованной в 1973 году, Сторрс Лавджой Олсон также считал обитающего в лесах жемчужного пушистого погоныша базальным таксоном, но утверждал, что остальные постепенно адаптировались к жизни в полях и всё более отличались от Rallicula. Вместе с тем, Бредли Ливзи назвал разделение Кита, Бенсона, Ирвина интуитивным, но очень близким к результатам его исследований, опубликованным в 1998 году. По его мнению, жемчужный, пёстрый и красногрудый пушистые погоныши являются базальными таксонами, парафилитическими по отношению к остальным шести видам, среди которых сестринские отношения демонстрируют зеркальный и лемурийский, каштановоголовый и африканский, мадагаскарский и каштановохвостый виды. Последние две группы сестринские по отношению друг друга, а первая — по отношению к образовавшейся группе.
Род пушистые погоныши (Sarothrura) формирует основу семейства Sarothruridae, выделенного в XXI веке из семейства пастушковых. Помимо пушистых погонышей Международный союз орнитологов относит к этому семейству представителей родов Mentocrex и Rallicula.
Международный союз орнитологов выделяет девять видов:
- Жемчужный пушистый погоныш (Sarothrura pulchra)
- Пёстрый пушистый погоныш (Sarothrura elegans)
- Красногрудый пушистый погоныш (Sarothrura rufa)
- Каштановоголовый пушистый погоныш (Sarothrura lugens)
- Африканский пушистый погоныш (Sarothrura boehmi)
- Зеркальный пушистый погоныш (Sarothrura ayresi)
- Каштановохвостый пушистый погоныш (Sarothrura affinis)
- Мадагаскарский пушистый погоныш (Sarothrura insularis)
- Лемурийский погоныш (Sarothrura watersi)